# Hlavná dolina
Hlavná dolina je údolí v severozápadní části pohoří Velké Fatry na Slovensku.

## Přístupnost
Turistická značená trasa 2731 (prochází údolím).